# 植草貞夫のゴルフ交遊録
植草貞夫のゴルフ交遊録（うえくささだおのゴルフこうゆうろく）はサンテレビジョンで1994年10月から2008年9月26日まで放送されたゴルフトーク番組である。なお、サンテレビのほかCS放送のゴルフネットワーク、スカイ・Aでも放送していた。

## 概要
番組は、元朝日放送アナウンサーで、現在はスポーツコメンテーターとして活躍する植草貞夫をメインパーソナリティーに迎え、彼との人脈が深いスポーツマン（元プロ野球選手＝シーズンオフには現役選手も、プロゴルファーなど）や芸能人、また植草の個人事務所である「植草貞夫事務所・アノンシスト企画」主催の「感謝祭ゴルフコンペ」（年4回、ジャパンビレッジゴルフクラブで開催）の常連出場者であるアマチュアにも出演してもらって、ゴルフのラウンドを楽しみながら、ゲストとの思い出話を展開する（だいたい4月～10月はアマチュアが出場｡11月～3月は阪神タイガースなどの野球選手･コーチやゴルフプロを迎える）。また､番組後半には｢フジクラシャフト｣でのゴルフ相談コーナーもある｡

## ルール
植草･酒井ペアVS布施･ゲストペアで毎週2ラウンドずつ(月間8～10ラウンド)の勝負を行い､月ごとで勝利数が多かったチームにホテルの｢ディナー付宿泊券｣を贈呈する（アマチュア出場月で植草･酒井ペアが月間勝利した場合､宿泊券は｢感謝祭コンペ｣の景品に回ることが多い）。
また､アマチュア出場月は各ラウンドで布施･ゲストペアが勝利した場合は､ゴルフパターが贈呈される｡

## レギュラー出演者
- 植草貞夫
- 酒井連子（アシスタント兼任）
- 布施辰徳（物まねタレント・プロゴルファー有資格者。以前はゲストで出演していたが、2008年4月よりレギュラー出演に）
- 長田和彦（ナレーション。実質進行役）

長田が担当する以前は植草がナレーションを兼ねた。

### 過去のレギュラー
- 池田親興（元プロ野球投手　野球解説者）

## スタッフ
- 企画：植草貞夫事務所、ダイフク企画
- プランナー：植草裕樹（植草貞夫事務所）
- 技術協力：アジャプロ
- 編集：松浦勇二
- CG：青木義貴
- 協力：Japan Village Golf Club
- ディレクター：中森康徳（元気な事務所）、大継康高
- プロデューサー：内藤晴文（ダイフク企画）、平岡稔也（アノンシスト企画）
- 制作：アノンシスト企画、元気な事務所
- 製作著作：SUN-TV

## エンディングテーマ
- U-TIMEBAND『硝子のスクリーン』